# Limnebius evanescens
Limnebius evanescens är en skalbaggsart som beskrevs av Ernst Hellmuth von Kiesenwetter 1866. Limnebius evanescens ingår i släktet Limnebius och familjen vattenbrynsbaggar. Inga underarter finns listade i Catalogue of Life.